# Rollend materieel
Met rollend materieel of treinvloot worden alle spoorvoertuigen aangeduid die over spoor- of tramwegen kunnen rijden.
Dit heeft dus betrekking op locomotieven, rijtuigen, goederenwagons en treinstellen, maar ook op trams en metrorijtuigen.